# Erol Bulut
Erol Bulut (Bad Schwalbach, 30 januari 1975) is een Turks-Duits voormalig voetballer die bij voorkeur als linksback speelde. Hij kwam van 1992 tot en met 2012 uit voor onder meer Eintracht Frankfurt, Fenerbahçe SK, TSV 1860 München, Olympiakos Piraeus, Metaloerh Donetsk en OFI Kreta. Hij kwam drie keer uit voor het Turks voetbalelftal.